# ژشوتکوو
ژشوتکوو (به لهستانی:  Rzeszotków) یک روستا در لهستان است که در گمینا پاپروتنگا واقع شده‌است.